# 換身
「換身」（かんしん）は、藤子・F・不二雄（発表時は藤子不二雄名義）の読み切り漫画作品。1972年（昭和47年）『S-Fマガジン』9月臨時増刊号に掲載された。のち『藤子・F・不二雄 SF短編PERFECT』第1集に収録。体が入れ替わる話は藤子・F・不二雄の作品に何度か取り上げられている。『藤子・F・不二雄 SF短編ドラマ』Season3（2025年4月3日、NHKBSプレミアム）でドラマ化されている。

## あらすじ
主人公の海野五郎は、マッドサイエンティスト魔土災炎が作った薬の力で、無理矢理に暴力団の組長と体を入れ替えられてしまう。主人公はなんとか体を取り戻そうとするのだが、取り戻すどころか婚約者である森山みどりと体が入れ替わってしまった。一方で五郎と入れ替わった組長は自らが奪った五郎としての平穏な生活を守るために、五郎の魂の入った、かつての自らの体を始末しようと画策する。

## 登場人物
海野五郎（うみのごろう）
本作の主人公。暴力団の組長に体を乗っ取られてしまう。丸の内商事に入社して半年の会社員。柔道は初段、趣味はプラモ。五歳のときにヘルニア手術をし、十八歳で盲腸手術を受けている。アルコールに弱い。
森山みどり
主人公の婚約者で一週間後に結婚式を控えている。バスト86、ウエスト58、ヒップ88。組長曰く「わしの好みのタイプ」。組長の体になった主人公と入れ替わってしまう。
組長
暴力沙汰に飽き飽きし、かたぎの生活を送るため主人公の体を乗っ取る事にした。少なくとも50歳は超えており、関節炎と喘息の気がある。
子分
組長の子分で、凸凹コンビの二人組。事務所の家賃や公共料金、果ては拳銃の代金まで払えなくなり焦っている。
魔土災炎（まどさいえん）
換身する薬を作った科学者。しかし、この薬は使ってから1日は魂が安定せず、頻繁に入れ替えが起こってしまうものだった。ちなみに彼は他の藤子・F・不二雄の作品『パーマン』や「倍速」にも登場する。